# マーシャル・ウスチノフ (ミサイル巡洋艦)
「マーシャル・ウスチノフ」（ロシア語: «Маршал Устинов»）は、ソ連海軍向けに建造されたミサイル巡洋艦（RKR）。スラヴァ級ミサイル巡洋艦の2番艦となる。

## 艦歴
建造番号は2009、1977年9月17日に艦籍に編入された。ソ連共産党中央委員会のメンバーだったセミョーン・ロボフに因み、「アドミラル・フロタ・ロボフ」（«Адмирал флота Лобов»）として1978年10月5日起工。1982年2月25日に進水、1986年9月15日に竣工、同月21日に軍艦旗掲揚。11月5日付で北方艦隊第43師団第120ミサイル艦旅団に配属されるとともに、同日付で、1970年代後半にソ連国防大臣を務めたドミトリー・ウスチノフ元帥に因んで「マーシャル・ウスチノフ」と改名した。
1987年3月にセヴェロモルスク海軍基地に回航されたのち、同年12月から1988年6月にかけて地中海で作戦任務に従事、シリアを訪問した。1989年4月にはソ連海軍総司令官とフランス国防大臣の視察を受け、また同年7月にはアメリカ合衆国のノーフォーク海軍基地を訪問した。同年8月から12月に地中海で作戦任務に従事するとともに、シリアやアルジェリアを訪問した。なお同年のミサイル発射訓練の成功により、海軍総司令官から表彰を受けている。
1991年7月にはアメリカ合衆国のメイポート海軍補給基地、また1993年6月から7月にはカナダを訪問してカナダ海軍と共同訓練を行い、同月にはアメリカ合衆国のボストンも訪問した。
1994年9月から1997年12月にかけてサンクトペテルブルクの造船所で中修理を行い、ガスタービン2基を交換したのち、1998年1月に北洋艦隊のセヴェロモルスク海軍基地に回航されて、同艦隊の第7作戦艦隊に編入された。同年5月ノルウェー国王ハーラル5世が視察、また同年8月にはロシア連邦大統領が本艦から北洋艦隊の演習を視察した。
2002年にはバレンツ海で北洋艦隊の大演習に参加。 2003年にはロシア大統領とポーランド大統領が本艦から演習を視察。2004年、北洋艦隊の空母機動部隊と大西洋の北部で作戦任務に従事、米露共同訓練に参加。2006年、バレンツ海での北洋艦隊大演習に参加した際には海軍総司令官が本艦から演習を視察、2007年にはバレンツ海での北洋艦隊大演習に参加、同年スピッツベルゲン島近海でロシア漁船を護衛、2008年バレンツでの北洋艦隊大演習に参加。
2013年11月ごろから近代化改修が始まり、その時点で改修終了は2015年末を予定していた。しかし2015年9月に新しいミサイルを装備することに伴い引き渡しが2016年に延期されたことが報じられた。
2019年11月24日、中国海軍の江凱型フリゲート「濰坊」（艦番号550）、南アフリカ海軍の　ヴァラー級フリゲート「アマトラ」（艦番号F125）と演習を行った。